# Алтопиано дела Виголана
Алтопиа̀но дела Вигола̀на (на италиански: Altopiano della Vigolana) е община в Северна Италия, автономна провинция Тренто, автономен регион Трентино-Южен Тирол. Административен център на общината е село Виголо Ватаро (VIgolo Vattaro), което е разположено на 725 m надморска височина. Населението на общината е 5068 души (към 2019 г.).
Общината е създадена в 1 януари 2016 г. Тя се състои от четири предшествуващи общини Бозентино, Ватаро, Виголо Ватаро и Чента Сан Николо, които сега са най-важните центрове на общината.